# Sono Angelica, voglio vendetta
Sono Angelica, voglio vendetta è un film del 2018  scritto e diretto da Andrea Zingoni.
Il film è ispirato a Princess Angela, serie webtoonz ideata da quest’ultimo e trasmessa in streaming nel 2002 da My-Tv. Il film vede per la prima volta impegnata nel ruolo di attrice, Sofia Rivolta, modella ventenne della IMG Models. Coprotagonisti altri due giovani esordienti, l’artista performer Eloisa Reverie Vezzosi, e Pietro Zingoni.

## Trama
Angelica Tornatori, 19 anni, modella, dj, cantante e producer di successo. Una hit nelle principali classifiche internazionali lanciata da uno stravagante cartoon musicale. Nella clip DJA (DJ Angelica) in costume da supereroina, combatte tra le vie di Firenze le orde di zombi stupratori, e grazie all’aiuto della statua del David di Michelangelo, salva la pelle alle ninfe del Botticelli. Angelica ha tutto dalla vita: bellezza, successo, libertà. Ed è una bravissima ragazza che crede nelle stelle, nell’amicizia, nella convivenza civile; a suo modo di vedere per gli esseri umani c’è ancora speranza.
Vive in una grande casa in via dell’Inferno, nel centro fiorentino, che divide con gli amori della sua vita, la promoter Maria Romei e Raul, visual-artist. Un triangolo amoroso pieno di energia e dolcezza.
All’improvviso la sua vita da sogno cambia. Viene rapita, stuprata da un branco, mutilata, rischia di perdere un occhio. In pieno stress post-traumatico la sua vita diventa un abisso di angoscia e dolore. La sfortuna la perseguita, e mentre lei è in ospedale muore suo padre, un baritono di grande successo.
In preda agli attacchi di panico, Angelica non dorme, non mangia. E’ ossessionata dai flashback del suo stupro, e dalla visione dei suoi stupratori che le si materializzano davanti come fantasmi. Le indagini della polizia sono rivolte verso il mondo della droga. Considerano quello di Angelica uno stupro punitivo e insinuano che la ragazza sia coinvolta in qualcosa di losco, contribuendo in tal modo a deprimerla ancora di più.
Aiutata da Raul e Maria, Angelica prova a curarsi, lunghe passeggiate, sedute dalla psicologa, visite mediche. Esplorando la città, trascinandosi col suo bastone, scopre il luogo dove spacciano due dei suoi stupratori. Dopo aver compiuto un rituale propiziatorio, una notte, attraversa in pieno attacco di panico il centro affollatissimo di Firenze, raggiunge il parco dello spaccio, e in un raptus uccide uno dei suoi massacratori a colpi di bastone.
Le crisi non si placano, nel tentativo estremo di curarla, Maria e Raul la mandano in Svizzera, da un terapista che usa droghe psichedeliche ricavate da piante sacre amazzoniche.
La sconvolgente terapia sciamanica funziona. Angelica sta meglio, passa una serena convalescenza nel suo studio di registrazione nel Chianti toscano, circondata dalla sua crew. E’ cambiata, è cresciuta. Torna a suonare, incide una nuova canzone ‘Incident Of Love’ mettendo in musica delle poesie di Emily Dickinson.
Ben presto però i fantasmi tornano a trovarla. Accompagnata da Maria e Raul, Angelica rientra a Firenze, disperata tenta di suicidarsi. Solo il ricordo del padre la spinge a desistere.
È allora che decide shakespearianamente che l’unica sua cura è la vendetta. Recupera il costume da supereroina, lo restaura, lo indossa, si trucca, e a notte fonda percorre epicamente le strade di una Firenze deserta. Si ferma a meditare sul Ponte Vecchio, corre inebriata nel cortile degli Uffizi, attraversa Piazza Pitti, il Duomo, Santo Spirito. Salva una ragazza da un molestatore ubriaco, saluta Dante, si mette in posa in Piazza della Signoria davanti alla statua del David, come nel cartoon del suo videoclip musicale.
Ora vuole giustizia. Ora vuole vendetta, e non importa se la vendetta sconvolgerà i suoi affetti più cari. Non possiede nessun superpotere, è fragile, è ancora completamente fuori forma, ma chi l’ha distrutta si accorgerà presto che neanche la più cattiva ragazza può essere così cattiva come una bravissima ragazza.

## Produzione
Il film, prodotto da T-Rex Digimation in collaborazione con Indiana Production, è stato girato a Firenze con l’aggiunta di altre numerose location: Ibiza, Berlino, Londra, Parigi, Milano, Como, San Fedele d’Intelvi. Il budget del film comunicato dalla produzione, è stato di 340.000 euro.
Le riprese sono iniziate nel Luglio 2016, la post produzione è terminata nel gennaio 2018. La prima del film è prevista per il giorno 20 Marzo 2018, al Teatro della Compagnia di Firenze.

## Colonna sonora
La colonna sonora originale è di Piercarlo Giachetti, producer e musicista fiorentino che per l’occasione ha rivisitato elettronicamente numerosi brani di musica classica e operistica italiana, tra cui: Casta Diva di Vincenzo Bellini, Dies Irae di Giuseppe Verdi, Oh mio Babbino caro dal Gianni Schicchi di Giacomo Puccini, Dio! Mi potevi scagliar tutti i mali dall’Otello di Giuseppe Verdi. Il baritono Carlo Morini ha eseguito brani scelti dal Rigoletto.
Dario Brunori (Brunori SAS) ha scritto la hit di DJ Angelica: Dance Like an Angel, cantata da Sarah Stride. Verdiana Raw canta l’inno alla città di Firenze composto per il film, Firenze mi portan via.